# アンドロイドV
アンドロイドVは「月刊冒険王」1965年（昭和40年）1月号〜10月号まで掲載された宇宙SF冒険大活劇（スペース・オペラ）マンガ。
作中に木星や火星、水星などの説明のほかアンドロイドとサイボーグの違いも描かれており、当時としてはかなり科学的なマンガだった。
絵柄は初期原作のサイボーグ009より少しすすんだ感じでSFにとっつきやすく解説入りで描かれている。

## あらすじ
宇宙連邦秘密警察アルファベット戦隊の「アンドロイドV」は、ある日隕石とともに飛来した「発光宇宙生命体ペペル」と「モコ」に遭遇し「ペペル」が「V」に共存、隕石でやられたグレートハウンド犬の「ロボ」には「モコ」が共存し、「V」は徐々に「落ちこぼれアンドロイド」から「優秀なアンドロイド」へ成長していった。
こうして「V」と「ロボ」のコンビは木星第４衛星のドーム・シティーで狂いだしたロボットから人々を救い出し、火星では火星大使の娘「リタ」を誘拐した一団と戦い、地球では水星刑務所から脱獄した囚人や水星人間（高熱冷熱の二面性をもつ水星のようなロボット）と戦い人々を救うなど破損しながらも次々と難事件を解決していくストーリー。

## その他
またほぼ同じ衣装の「エンゼル２」は幼児雑誌「ディズニーランド」1966年（昭和41年）1月号〜10月号に掲載された。
「アンドロイドV」と「毎日小学生新聞・日曜版」よりもかなり低年齢層向けに描かれているマンガ。
現在は「石ノ森章太郎萬画大全集」（角川書店）のデジタル版で安易にみることができる（書籍版は注文受注だったため現在は入手不可）
主人公「V」のキャラクターは、石ノ森章太郎自身も気に入っていたのか不明だが、1967（昭和42年）の4月〜7月にかけて「毎日小学生新聞・日曜版」に同じタイトルで掲載されている。
「アンドロイドV」は2015年1月末日（月刊冒険王が当時、現在の月刊誌のように正確な一律月末発行ではなかったため明確な日数が不明）で50周年目となる。